# Ортис, Лео
Леона́рдо «Лео» Реч Орти́с (порт.-браз. Leonardo “Léo” Rech Ortiz; род. 3 января 1996, Порту-Алегри) — бразильский футболист, защитник клуба «Фламенго».

## Клубная карьера
Лео Ортис родился 3 января 1996 года в Порту-Алегри. В детстве Ортис начал заниматься мини-футболом под влиянием своего отца Ортиса, легенды бразильского мини-футбола. В 2012 году Лео стал игроком «Интернасьонала», завершив свою карьеру в мини-футболе в 14 лет. В новом клубе он выступал в основном на позиции опорного полузащитника.
После игры за «Интернасьонал» U-20 Лео был переведён в основной состав в январе 2017 года и дебютировал за клуб 22 февраля в матче кубка Бразилии против «Оэсте» (4:1). Он сыграл ключевую роль в победе, отдав голевую передачу на Карлоса и выбив мяч с линии ворот при счёте 3:1. 6 марта того же года футболист продлил контракт с клубом до 2019 года. Всего за сезон Лео выходил на поле в 31 матче, 13 из которых были в Серии B, где он помог «Интеру» финишировать вторым и вернуться в элиту с первой попытки после вылета годом ранее.
31 декабря 2017 года Ортис был отдан в аренду на год клубу «Спорт Ресифи». 3 февраля 2018 года в матче против «Сентрала» (1:1) в Лиге Пернамбукано состоялся дебют Лео в новой команде. Свой первый гол за «Спорт» он забил 2 апреля в матче против «Салгейру» (3:0). На матч против «Санта-Круза» (1:1) в Лиге Пернамбукано Ортис вышел с капитанской повязкой в связи с тем, что официальный капитан команды Анселмо пропускал матч из-за угрозы дисквалификации. 15 апреля 2018 года защитник дебютировал в высшем дивизионе бразильского футбола в матче против «Америки Минейро» (0:3). Всего за сезон он появился на поле в 6 матчах.
10 января 2019 года Ортис перешёл на правах аренды в «Ред Булл Бразил» на один год, воссоединившись со своим бывшим тренером Антонио Карлосом Заго. 20 января он дебютировал за клуб в матче Лиги Паулиста против «Палмейраса». 8 августа Лео забил свой первый гол за «Ред Булл Брагантино» (клуб сменил своё название после слияния «Ред Булл Бразил» и «Брагантино» 26 марта) в матче серии B против «Операрио Ферровиарио». Он был одним из лидеров команды в 2019 году и помог ей выиграть Серию В и вернуться в Серию А спустя 22 года. 13 марта 2020 года Лео продлил свой контракт с «Брагантино» ещё на четыре сезона, до декабря 2024 года.
В 2020 году Ортис стал капитаном «Брагантино» и самым молодым капитаном чемпионата Бразилии. По итогам сезона клуб занял 10-е место в чемпионате Бразилии и впервые за 25 лет квалифицировался на континентальный турнир, Южноамериканский кубок. По итогам Лиги Паулисты 2021 года Лео вошёл в символическую сборную турнира. 19 июня он провёл свой сотый матч за «Брагантино» против «Фламенго» (3:2) на Маракане в 6 туре чемпионата Бразилии.

## Карьера в сборной
26 июня 2021 года тренер Тите вызвал Лео Ортиса в сборную Бразилии на матчи Кубка Америки вместо защитника Фелипе, получившего травму правого колена. Лео стал первым игроком «Брагантино», вызванным в сборную Бразилии с тех пор, как Red Bull выкупил клуб в 2019 году, а также первым игроком «Брагантино» с подобным достижением с 1994 года. На самом турнире защитник так и не появился на поле, а его сборная уступила в финале Аргентине со счётом 1:0.

## Клубная статистика
| Выступление         | Выступление      | Выступление      | Лига | Лига | Кубок | Кубок | Континент. | Континент. | Прочее | Прочее | Итого | Итого |
| Клуб                | Лига             | Сезон            | Игры | Голы | Игры  | Голы  | Игры       | Голы       | Игры   | Голы   | Игры  | Голы  |
| ------------------- | ---------------- | ---------------- | ---- | ---- | ----- | ----- | ---------- | ---------- | ------ | ------ | ----- | ----- |
| Интернасьонал       | Серия B          | 2017             | 13   | 0    | 6     | 0     | —          | —          | 12     | 0      | 31    | 0     |
| Интернасьонал       | Итого            | Итого            | 13   | 0    | 6     | 0     | —          | —          | 12     | 0      | 31    | 0     |
| Спорт Ресифи        | Серия A          | 2018             | 6    | 0    | 2     | 0     | —          | —          | 9      | 1      | 17    | 1     |
| Спорт Ресифи        | Итого            | Итого            | 6    | 0    | 2     | 0     | —          | —          | 9      | 1      | 17    | 1     |
| Ред Булл Бразил     | Серия B          | 2019             | —    | —    | —     | —     | —          | —          | 16     | 0      | 16    | 0     |
| Ред Булл Бразил     | Итого            | Итого            | —    | —    | —     | —     | —          | —          | 16     | 0      | 16    | 0     |
| Ред Булл Брагантино | Серия B          | 2019             | 30   | 3    | —     | —     | —          | —          | —      | —      | 30    | 3     |
| Ред Булл Брагантино | Серия A          | 2020             | 33   | 3    | 2     | 0     | —          | —          | 12     | 2      | 47    | 5     |
| Ред Булл Брагантино | Серия A          | 2021             | 7    | 0    | 4     | 0     | 7          | 0          | 8      | 0      | 26    | 0     |
| Ред Булл Брагантино | Итого            | Итого            | 70   | 6    | 6     | 0     | 7          | 0          | 20     | 2      | 103   | 8     |
| Всего за карьеру    | Всего за карьеру | Всего за карьеру | 89   | 6    | 14    | 0     | 7          | 0          | 57     | 3      | 167   | 9     |

## Достижения
Командные
- Чемпион штата Риу-Гранди-ду-Сул: 2017
- Победитель бразильской Серии B: 2019
- Финалист Южноамериканского кубка: 2021
- Вице-чемпион Кубка Америки: 2021

Личные
- Участник символической сборной Лиги Паулисты: 2021